# Nébian
Nébian é uma comuna francesa na região administrativa de Occitânia, no departamento de Hérault. Estende-se por uma área de 9,79 km². Em 2010 a comuna tinha 1 440 habitantes (densidade: 147,1 hab./km²).